# Scaphorhina elachista
Scaphorhina elachista är en skalbaggsart som beskrevs av Evans 1987. Scaphorhina elachista ingår i släktet Scaphorhina och familjen Melolonthidae. Inga underarter finns listade i Catalogue of Life.